# NAeL Minas Gerais (1944)
NAeL Minas Gerais, poprzednio HMS Vengeance – brytyjski lotniskowiec lekki typu Colossus z końcowego okresu II wojny światowej, służący następnie w marynarce Australii i Brazylii. Wszedł do służby w brytyjskiej Royal Navy w styczniu 1945 roku jako HMS „Vengeance”. Służył na Dalekim Wschodzie w końcówce II wojny światowej. W latach 1952–1955 był wypożyczony Australii pod tą samą nazwą, a następnie w 1956 roku został sprzedany Brazylii, gdzie od początku lat 60. służył jako NAeL „Minas Gerais”. Wycofany ze służby w 2001 roku jako wówczas najstarszy lotniskowiec na świecie.

## Budowa
Budowę dziewiątego z serii lekkich lotniskowców typu Colossus dla marynarki brytyjskiej została zamówiona w angielskiej stoczni Swan Hunter & Wigham Richardson w Wallsend 7 sierpnia 1942 roku, pod numerem Admiralicji J 4675. Stępkę pod budowę okrętu, która otrzymała numer stoczniowy 1699, położono 16 listopada 1942 roku. Okręt otrzymał nazwę „Vengeance” (pol. zemsta) jako siódmy w historii okręt brytyjski . Kadłub wodowano 23 lutego 1944 roku, a budowę ukończono 15 stycznia 1945 roku.
Typowe uzbrojenie okrętów tego typu początkowo stanowiło 16 automatycznych armat przeciwlotniczych kalibru 40 mm w czterech poczwórnych stanowiskach i 16 pojedynczych armat 40 mm Boforsa.

## Służba

### W Wielkiej Brytanii
Okręt został odebrany i przyjęty do służby w Royal Navy 15 stycznia 1945 roku. Przydzielono go do 11. Dywizjonu Lotniskowców (11th Aircraft Carrier Squadron) Brytyjskiej Floty Pacyfiku. Zaokrętowano na nim grupę lotniczą z samolotów torpedowo-bombowych Fairey Barracuda z 812 Dywizjonu i myśliwców Vought Corsair z 1850 Dywizjonu. Po okresie wstępnego szkolenia załogi i docierania mechanizmów, 12 marca 1945 roku okręt wypłynął z bliźniaczymi lotniskowcami „Colossus” i „Venerable” przez Morze Śródziemne na Daleki Wschód. Po drodze ćwiczył z Flotą Śródziemnomorską na Malcie i dopiero 28 maja przepłynął Kanał Sueski, a 23 lipca dotarł do Sydney. HMS „Vengeance” wziął udział w samej końcówce działań wojennych II wojny światowej. W związku z kapitulacją Japonii, 15 sierpnia 1945 roku wypłynął z Australii w celu zajęcia Malajów, lecz został następnie skierowany wraz z innymi okrętami Floty do objęcia od Japończyków Hongkongu. Pozostał tam do końca roku, a marynarze lotniskowca pomagali usuwać zniszczenia stoczni. Lotniskowiec służył również do celów transportowych i repatriacyjnych . 16 stycznia 1946 roku „Vengeance” powrócił do Sydney na remont. Od marca transportował samoloty na potrzeby władz okupacyjnych w Japonii z Singapuru do Kure. Odwiedził m.in. zniszczoną Hiroszimę .
20 lipca 1946 roku „Vengeance” wyruszył z Kolombo na Cejlonie do Europy i 13 sierpnia dotarł do bazy Devonport, gdzie został wycofany ze służby w celu remontu. Po przywróceniu do służby 14 grudnia 1946 roku został przydzielony do Dowództwa Rosyth jako lotniskowiec szkolny, bez zaokrętowanej na stałe grupy lotniczej. W czerwcu 1947 roku złożył wizytę w Oslo. We wrześniu 1947 roku okręt popłynął ponownie na Daleki Wschód, powracając do Wielkiej Brytanii w lutym kolejnego roku. Powrócił następnie do służby liniowej w Home Fleet, z dywizjonami 802 (Hawker Sea Fury) i 814 (Fairey Firefly) w składzie grupy lotniczej. W grudniu 1948 roku został skierowany do sześciotygodniowej doświadczalnej służby w Arktyce w celu przetestowania sprzętu w ekstremalnych warunkach zimowych (m.in. odrzutowców de Havilland Vampire). W lutym 1952 roku okręt dostarczył personel i samoloty z Wielkiej Brytanii do Singapuru w związku z wojną koreańską, po czym w czerwcu wyruszył w powtórny taki rejs; w tym czasie od sierpnia 1951 do sierpnia kolejnego roku w hangarze miał zabudowane dodatkowe pomieszczenia mieszkalne.

### Służba w Australii
W związku z opóźnionym ukończeniem zamówionego przez Australię lotniskowca HMAS „Melbourne”, zdecydowano wypożyczyć „Vengeance” Australii. 13 listopada 1952 roku wszedł  w Devonport do służby w Marynarce Australijskiej pod tą samą nazwą HMAS „Vengeance”. Po szkoleniu załogi, 22 stycznia 1953 roku wypłynął do Australii, dopływając do Sydney 11 marca. Operowały z niego dywizjony 808 (Hawker Sea Fury) i 817 (Fairey Firefly), początkowo do września także 850 (Sea Fury). Od 1954 roku „Vengeance” pełnił rolę lotniskowca szkolnego. W czerwcu 1955 roku okręt wypłynął do Wielkiej Brytanii, gdzie 13 sierpnia został zwrócony Royal Navy, po czym wycofany do rezerwy i wystawiony na sprzedaż. 

### Służba w Brazylii
14 grudnia 1956 roku lotniskowiec został zakupiony przez Brazylię za 9 milionów dolarów USA. Był on pierwszym lotniskowcem pozyskanym przez państwa Ameryki Łacińskiej, lecz z uwagi na długi remont, Brazylię wyprzedziła z wprowadzeniem lotniskowca do służby marynarka Argentyny. Kosztem dalszych 27 milionów dolarów lotniskowiec został poddany przebudowie i modernizacji w Verolme Dock w Rotterdamie, trwającej od czerwca 1957 do grudnia 1960 roku. Przede wszystkim otrzymał poszerzony skośny pokład startowy i katapultę parową oraz nowoczesne wyposażenie, jak radary, system kierowania ogniem, lustrzany system wspomagania lądowania i nową elektrownię prądu przemiennego o mocy 2500 kW. Wzmocniony pokład umożliwił operowanie samolotów o masie do 20 tysięcy funtów (9071 kg).

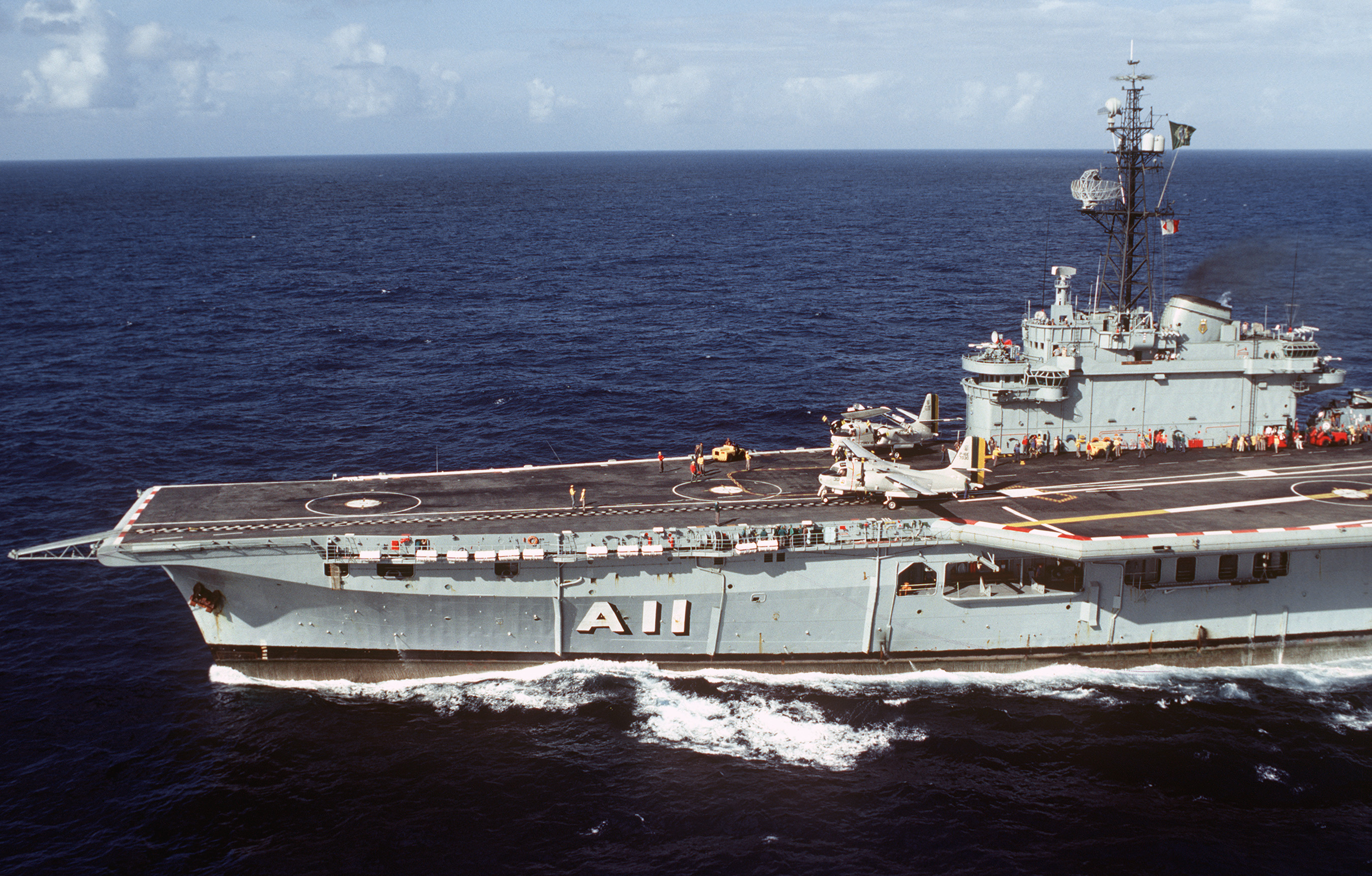
Samolot S-2 Tracker przygotowany do startu z NAeL „Minas Gerais”, 1984.

Okręt po przebudowie wszedł w skład Marynarki Brazylii 6 grudnia 1960 roku w Rotterdamie. Otrzymał nazwę NAeL „Minas Gerais”, od nazwy stanu w Brazylii, noszonej wcześniej przez inne okręty. Dopłynął następnie do Rio de Janeiro 13 stycznia 1961 roku. Duże opóźnienie w osiągnięciu gotowości operacyjnej wywołał jednak zaistniały spór między marynarką a siłami powietrznymi, który rodzaj broni będzie odpowiedzialny za lotnictwo pokładowe. Do 1963 roku lotniskowiec pozostawał w ogóle bez statków powietrznych, po czym dopiero marynarka zakupiła sześć samolotów szkolnych T-28 i cztery śmigłowce. Ostatecznie lotnictwo morskie zostało utworzone 26 stycznia 1965 roku, jednakże zdecydowano, że w gestii marynarki będą jedynie śmigłowce, a za samoloty stacjonujące na lotniskowcu będą odpowiedzialne siły powietrzne. Ograniczyło to w praktyce zastosowanie lotniskowca głównie do zwalczania okrętów podwodnych przy pomocy śmigłowców i samolotów Grumman S-2 Tracker.